# 宇治市〜宇治茶と源氏物語のまち〜
『宇治市〜宇治茶と源氏物語のまち〜』（うじし うじちゃとげんじものがたりのまち）は、京都府宇治市が2017年3月3日に公開したPR動画。およびこれを基に開発し2020年7月10日より無料配信されたiOS/Android用横スクロールアクションゲーム。

## 概要
宇治市が国からの地方創生加速化交付金を活用し、観光名所や名産品の魅力を発信して市への興味や好感度の向上につなげることを目的に動画を制作した。クリエイティブディレクターの藤井亮が企画・演出・キャラクターデザイン・ドット絵を手掛けている。なお、タイトルの「宇治茶と源氏物語のまち」は宇治市のキャッチコピーで、市の公式サイトなど本作以外でも用いられている。
動画内容は『宇治市〜宇治茶と源氏物語のまち〜』という架空のレトロアクションゲームのプレイ動画という体裁で、平安貴族のような直衣を身に着けた主人公の「貴族」（公式サイトでの表記。ゲーム内表記は「KEMARIO」）を操作し、「ナゾの大魔王」にさらわれた「ちはや姫」（宇治市のマスコット）を救出するために敵と戦いながら宇治市内を巡るという筋立てになっている。動画内のゲームは、いわゆる「クソゲー」として制作されており、藤井は内容について「良いゲームではなく、雑な作りのゲームでもなく、愛されるクソゲー。作り手は頑張ったのに、残念なことになっちゃった感のあるクソゲー。」と表現している。通常バージョンの動画のほか、ゲーム実況者がゲームを先行プレイしたという体裁の動画「ゲーム実況動画編」とテレビCM風の30秒動画「CM編」も併せて公開された。
動画内のゲームを実際に制作してほしいという声を受けてクラウドファンディングが実施され、この資金と公金を投じてゲーム化された。ゲームのエンディング曲は、動画で使用されていた「宇治市の歌」をメタルアレンジしたもので、バンド「THE冠」のメンバーで宇治市出身の冠徹弥が歌唱している。

## 制作経緯
藤井亮は2016年に滋賀県のPR動画「石田三成CM」を制作して話題となっており、その時の営業担当者経由で本作の仕事の依頼を受けた。ゲームを広告の題材とした理由について藤井は、Web動画で見てもらえる時間は3分が限界と言われる中で、30分越えのものが珍しくないゲーム実況動画はなぜ見てもらえるのだろうということから着想したとしている。また、レトロゲーム仕様にしたことについて、宇治市の担当者は、PRは30代から40代をメインターゲットにしており、その世代が子供時代にプレイしていたスーパーファミコンなどの世界をコンセプトにすれば深く伝わるはずという意図があったと語っている。
2017年3月3日の動画配信後、宇治市議会からは「魅力が伝わらない」などの反対意見があったが、一方で市民からは「懐かしい」という声も寄せられた。こうした中、動画の再生数は同年4月19日時点で24万3330回に上り、テレビ9番組、新聞7紙など多くのメディアに取り上げられた。
宇治市では当初「ゲームとして公開するかどうかは未定」としていたが、実際にプレイしたいという動画視聴者からの声に応えるべく、Makuakeでのクラウドファンディングでゲーム化のための開発資金を募ることになった。このプロジェクトでは、個人による寄附はふるさと納税の対象となっている。市は目標額を1200万円と設定していたが、2019年12月2日から2020年1月30日の期間に実施した結果、集まった資金は635万1000円となり目標額に届かなかった。このため、市が約450万円を税金で負担し、合計1082万3000円を制作費とした。
ゲームのリリース時期は当初2020年春を予定していたが、この時期に発生していた新型コロナウイルス感染症の感染拡大の影響でゲーム申請の事務手続き等が遅延し、また、当時不要不急の外出の自粛が求められる状況にありゲーム内の「デジタルスタンプラリー」の機能が活用できないことなどからリリースを同年7月10日に延期することとなった。

## ゲームシステム
ゲーム開始直後にキャラクター選択画面が表示され、貴族（KEMARIO）を含む多くのキャラクターが並んでいるが、貴族以外を選択しても貴族が強制的に選ばれてゲームがスタートする。なお、選択キャラクターの画像の中には、クラウドファンディングの参加者10人を基にしたものが含まれている。
プレイ中の画面下部には、貴族を操作する疑似コントローラのUIが表示されており、左側の「湯呑みカーソル」で貴族の移動を、右側の「茶団子ボタン」でアクションを行う。公式サイトではこのUIを「宇治市系インターフェース」と称している。
貴族は通常状態では敵を倒せないが、ステージ内にあるパンを取得すると、服を破って筋肉質の体をあらわにした「マジ貴族」となりパンチやキックで攻撃できるようになる。
ライフが尽きるとコンティニュー選択画面となり、10カウントのうちにコンティニューしなければゲームオーバーとなる。この場面でもキャラクター選択画面と同様にクラウドファンディングの参加者10人の画像が使用されている。

## 登場ステージ
Stage1 萬福寺
萬福寺を開山した隠元隆琦が日本に持ち込んだとされるスイカ、レンコン、タケノコの姿をしたモンスターなどが登場する。ステージ後半では、境内の「カイパン」（開梆、巨大な木魚）が後方から追いかけてくる。
クリア後には、隠元隆琦が現れて3つの「宇治のカケラ」を集めるよう貴族に依頼し、カケラを入れるためのランリック（京都府内で普及している小学生向け通学カバン）を渡す。
Stage2 三室戸寺
境内のアジサイがモンスター化した「アジサイマン」などが登場する。ステージ終盤では、宇賀神像が宙を飛び回りながら「毒」の玉と「運」の玉を落としてくる。「運」の玉を5つ取得すればステージクリアとなる。
クリア後には、観光施設「お茶と宇治のまち歴史公園」の完成予定地で貴族と隠元隆琦による会話が行われる。
Stage3 宇治橋
このステージ以降は常にマジ貴族の状態となる。道中では、配信開始当時の宇治市長である山本正をモチーフにした敵も登場する。ステージ終盤では、橋の守り神である橋姫がナゾの大魔王により嫉妬の鬼と化し襲い掛かってくる。
クリア後には、宇治川で鵜飼のウミウと魚を取りあうミニゲームが行われる。そしてこれをクリアすると平等院に舞台を移し、宇治茶をモチーフにした4体「宇治四天王」（玉露、抹茶、碾茶、煎茶）が現れて音楽ゲームが行われる。
Stage4 宇治川のほとり
ナゾの大魔王との最終決戦が行われる。なお、大魔王を完全に撃破するためには、実際に宇治市を訪れて位置情報を確認する必要があるが、クラウドファンディング参加者は専用パスワードを入力することで対応可能。

## 評価
- 2020 60th ACC TOKYO CREATIVITY AWARDS ACCファイナリスト[24]